# KammerChorus Klosterneuburg

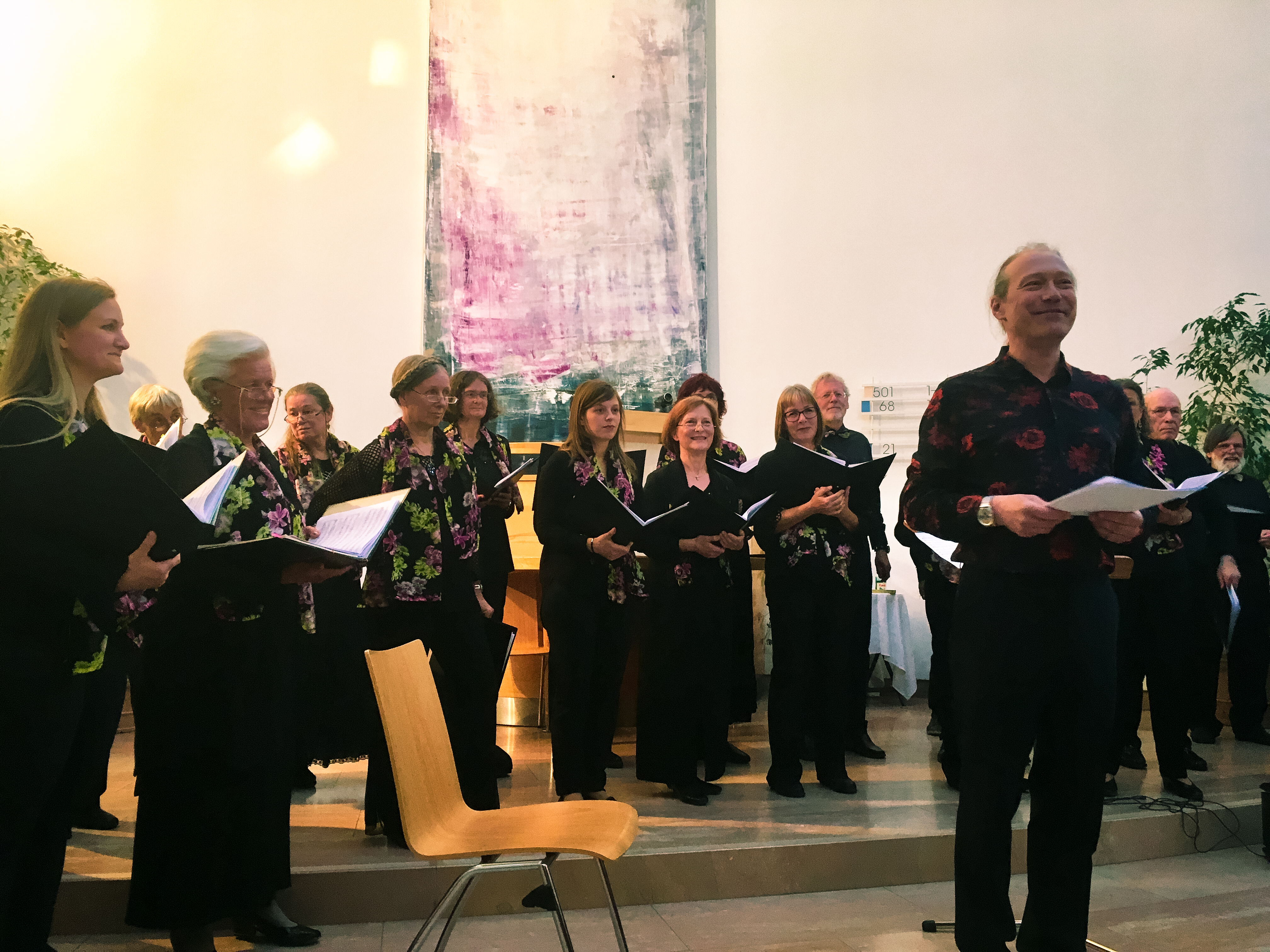
KammerChorus Klosterneuburg 2019 beim "40/30 Jubiläumskonzert"

Der KammerChorus Klosterneuburg ist ein österreichischer Chor mit Sitz in Klosterneuburg unter der Leitung von Gert Haussner, der durch den Zusammenschluss zweier Chöre 2006 entstanden ist.
Das stilistisch breitgefächerte Repertoire reicht von Renaissance bis ins 20. Jahrhundert, Volkslied bis Bach, E- und U-Musik, a cappella und instrumentalbegleitet.

## Geschichte
1978 wurde der Kammerchor Klosterneuburg unter der Leitung von Monika Bayer-Lambauer gegründet, die 1984 von Wolfgang Klebel abgelöst wurde.
Gert Haussner wurde 1989 zum Chorleiter gewählt und führte 2001 den Chor zu einer Silber-Medaille des Prager Chor-Wettbewerbes und CD-Aufnahmen.
Tourneen und Wettbewerbe führten den KammerChorus Klosterneuburg unter anderem nach Estland, Tschechien, Italien.
2006 fusionierte der „Kammerchor Klosterneuburg“ mit dem „Ensemble Chorus“ und wurde in „KammerChorus Klosterneuburg“ umbenannt. Unter diesem neuen Namen absolviert der Chor zahlreiche Auftritte in namhaften Kirchen und Veranstaltungsstätten.

## Konzerte (Auswahl)

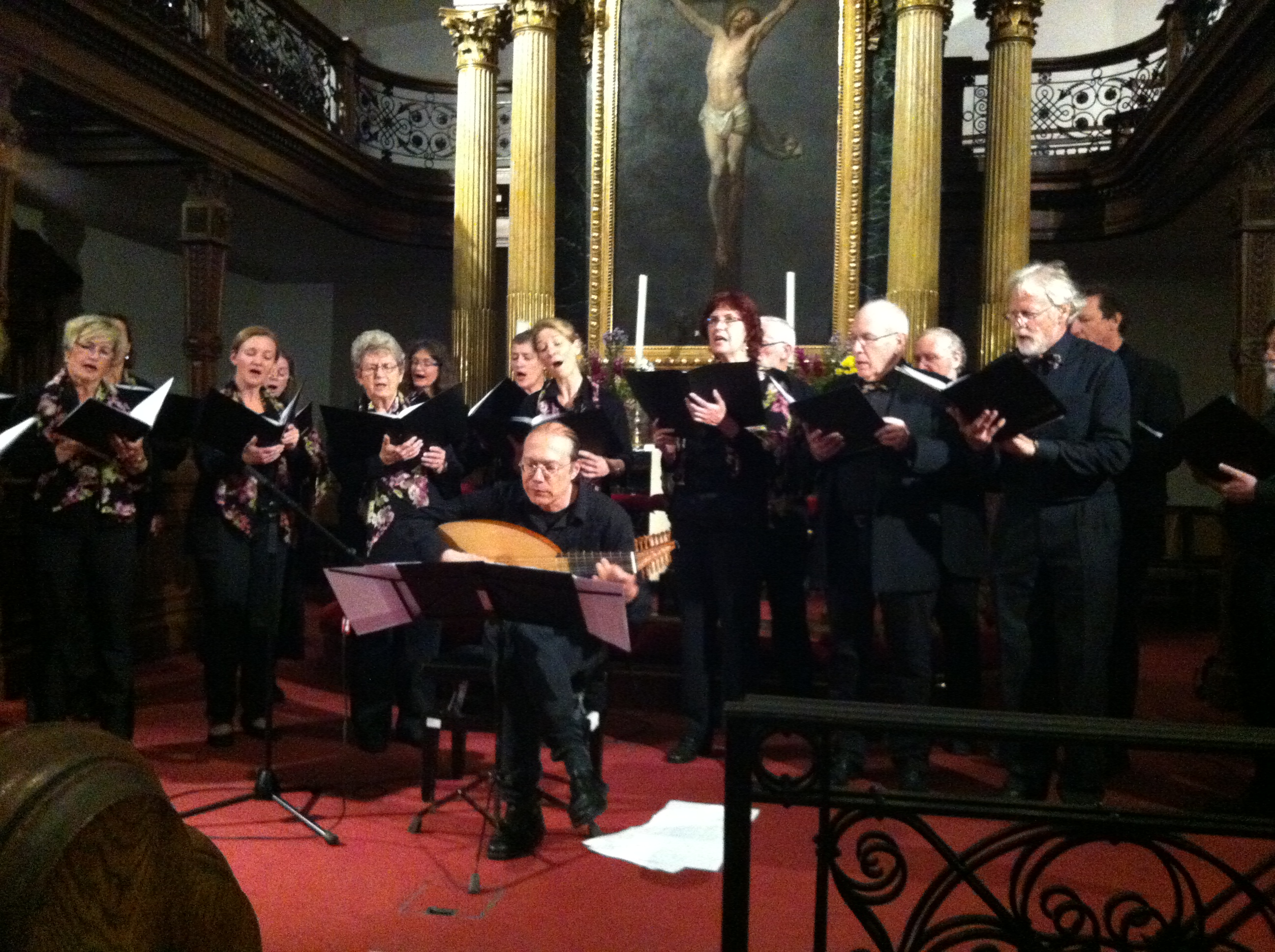
Gert Haussner mit Laute bei einem Benefizkonzert des KammerChorus Klosterneuburg in der Lutherischen Kirche in der Wiener Innenstadt 2017

Bei den Auftritten kommen nicht nur Orchester, sondern auch immer wieder Gastmusiker zum Einsatz, wie zum Beispiel der Gitarrenvirtuose Carlos Castro. Gert Haussner selbst begleitet fallweise den Chor bei bestimmten Liedern mit Laute und auch anderen Instrumenten.
Vor der Fusion der beiden Chöre war das Ensemble Chorus 1989 mit Joseph von Andrew Lloyd Webber und 1991 im Rahmen der Wiener Festwochen im Jugendstiltheater am Steinhof mit der Zauberflöte vertreten, 1993 mit Jephte von Giacomo Carissimi in der Barockkirche Mariahilf. 2008 folgte ein gemeinsamer Auftritt der beiden Chöre in der Villa Hainisch in Döbling mit Israel in Egypt von Georg Friedrich Händel.
Die wichtigsten Konzerte im Raum Wien seit dem Zusammenschluss und Umbenennung in Kammerchorus in den letzten Jahren waren:
- 2011 Uraufführung Oratorium Ode an das Leben von Kurt Schmid im Wiener Konzerthaus (seit 2012 jährlich in der Minoritenkirche)[3]
- 2017 Dorotheerkirche Wien (Benefizkonzert A Musicall Dreame mit Carlos Castro)[4]
- 2017 Instituto Cervantes Wien mit Carlos Castro
- 2018 Oper Klosterneuburg Requiem von Giuseppe Verdi[5]
- 2019 Augustinerkirche Mitwirkung im Rahmen des Hochamtes Paukenmesse von Joseph Haydn[6]
- 2021 Uraufführung Bergmann-Requiem von Johannes Holik nach Texten von Sigi Bergmann

### Ode an das Leben – Kurt Schmid
2011 wirkte der KammerChorus im Wiener Konzerthaus an der Uraufführung des von Kurt Schmid komponierten Oratoriums Ode an das Leben mit, das seither jährlich mit dem Kammerchorus in der Minoritenkirche und 2020 an der Wiener Staatsoper aufgeführt wird.

### 40/30 Jubiläumskonzert
2019 fand in der Evangelischen Kirche Klosterneuburg das 40/30-Jubiläumskonzert statt, wo auch ehemalige Chorleiter mitwirkten. Der Klosterneuburger „Kammerchor“ feierte seine 40-jährige und das Ensemble „Chorus“ seine 30-jährige Gründung. Gert Haussner war zu diesem Zeitpunkt auch 30 Jahre Chorleiter.
Es wurden die beliebtesten Werke seit Beginn der beiden Vorläuferchöre mit Orchesterbegleitung aufgeführt.
Darunter waren unter anderem Werke von Felix Mendelssohn Bartholdy, Johannes Brahms, Anton Bruckner, Claudio Monteverdi, Mario Castelnuovo-Tedesco, Paul Hindemith und Henry Purcell zu hören.

### Bergmann-Requiem – Johannes Holik
2021 wirkte der KammerChorus in der Babenbergerhalle Klosterneuburg an der Uraufführung des von Johannes Holik komponierten Requiems nach Texten des legendären Sportreporters Sigi Bergmann mit. Darin wird geschildert, wie bei der Flucht vor der Roten Armee seine von einer Kugel getroffenen Mutter in seinen Armen verstirbt.